# Henry Saarm
Henry Saarm (ur. 27 grudnia 1932 w Tallinnie) – radziecki (estoński) kierowca wyścigowy.

## Kariera
W 1964 roku Saarm został mistrzem Sowieckiej Formuły 5. Następnie ścigał się Estonią w Sowieckiej Formule 3, w której zdobył dwa tytuły wicemistrzowskie (1968 i 1970), a raz zajął trzecie miejsce w klasyfikacji (1969). Później rywalizował w Sowieckiej Formule 1. Trzy razy zajął w tej serii drugie miejsce w klasyfikacji generalnej (1971, 1973 oraz 1975), natomiast w 1974 zdobył tytuł mistrzowski (w 1974 i 1975 - samochodem Estonia 17 z silnikiem GAZ-24).
Ścigał się także w Formule Wostok (piąte miejsce w 1973) oraz Wschodnioniemieckiej Formule 3 (dwa wyścigi w 1967 i 1971).